# Massacre de Goliad
O Massacre de Goliad, ocorrido na cidade de Goliad em 27 de março de 1836, foi uma revolta de soldados-prisioneiros e seu comandante James Fannin, da República do Texas, pelo exército mexicano. O massacre foi relutantemente realizado pelo general José de Urrea sob as ordens do presidente do México, Antonio López de Santa Anna.

## Acontecimento
Antonio López enviou o general José de Urrea, marchando em Texas de Matamoros para fazer o seu caminho para o norte, ao longo da costa do Texas. Em 19 de março, o general Urrea tinha avançado rapidamente e rodeado 300 homens do exército texano na pradaria aberta, perto de La Bahía (Goliad). A Batalha de Coleto durou dois dias e seguiu-se com os texanos presos no primeiro dia. No entanto, os mexicanos receberam reforços esmagadores e artilharia pesada. Nesta situação crítica, o coronel James Fannin e sua equipe haviam votado a se render com as forças texanas no dia 20. Levados a crer que eles seriam liberados para os Estados Unidos, eles voltaram à sua antiga fortaleza em Goliad, agora sua prisão.
Albert Clinton Horton e sua companhia havia agido como o avanço e os guardas de retaguarda para a empresa de Fannin. Surpreso por uma força esmagadora mexicana, eles foram perseguidos fora e fugiu, porém 18 do grupo foram capturados e marcharam de volta para Goliad.
Em 27 de fevereiro de 1836, antes da patrulha surpresa de Urrea, Frank W. Johnson e cerca de 34 homens, iniciando a Batalha de San Patricio, onde mataram cerca de 10 e levou 18 prisioneiros. Johnson e outros cinco também tinha sido capturados, mas escaparam e voltaram para comando de James Fannin em Goliad.[carece de fontes?]
Em 2 de março, na Batalha de Agua Dulce, James Grant foi morto, assim como os outros 11 homens sob seu comando. Seis texanos foram feitos prisioneiros e foram levados para a prisão de Matamoros. Seis texanos escaparam, cinco foram recapturados e marcharam para Goliad.[carece de fontes?]
Amon B. King e um grupo de homens haviam sido executados em 16 de março de Refugio, mas cerca de 15 a 18 prisioneiros foram levados para Goliad para servir como ferreiros ou mecânica.[carece de fontes?]
Os 75 soldados de William Parsons Miller e o batalhão de Nashville havia sido capturados no dia 20 e marcharam no dia 23. Eles foram mantidos separados dos outros prisioneiros, como tinham sido desarmado e se renderam sem luta.[carece de fontes?]
Em 22 de março, William Ward e do Batalhão de Georgia (80 homens mais Ward) se rendeu depois de escapar da batalha de Refugio. Cerca de 26 homens foram mantidos em Victoria como trabalhadores, mas 55 dos presos foram levados para Goliad, em 25 de março.

## Massacre
Os mexicanos levaram os texanos de volta para Goliad, onde foram mantidos como prisioneiros em Fort Defiance (Presidio La Bahía). Os texanos pensaram que eles provavelmente seriam libertados em poucas semanas. General Urrea partiu para Goliad, deixando o comando para o coronel José Nicolás de la Portilla. Urrea escreveu a Antonio López para pedir clemência para os texanos. De acordo com um decreto aprovado pelo congresso mexicano em 30 de dezembro do ano passado, os estrangeiros armados tomadas em combate estavam a ser tratados como piratas e executados. Urrea escreveu em seu diário que ele "... queria iludir essas ordens, tanto quanto possível, sem comprometer a minha responsabilidade pessoal." Antonio López respondeu a esta súplica ao ordenar repetidamente Urrea para cumprir a lei e executar os prisioneiros. Ele também teve um fim semelhante enviada diretamente para o "Comandante do Posto de Goliad". Esta ordem foi recebida pelo Portilla em 26 de março, que decidiu que era seu dever a cumprir, apesar de receber uma contra-ordem de Urrea mais tarde naquele mesmo dia.
No dia seguinte, domingo, 27 de março, 1836, o coronel Portilla e 303 texanos marcharam de Fort Defiance em três colunas no Bexar Road, San Patricio Road, e a Victoria Road, entre duas fileiras de soldados mexicanos, pois eles foram baleados à queima-roupa, e os sobreviventes foram espancados e esfaqueados até a morte.
Quarenta texanos foram incapazes de caminhar. Trinta e nove foram mortos dentro do forte, sob a direção do Capitão Carolino Huerta do batalhão Três Villas, com o coronel Garay salvou um. O coronel Fannin foi o último a ser executado, depois de ver seus homens executados. Aos 32 anos, ele foi levado por soldados mexicanos para o pátio em frente à capela, com os olhos vendados, e sentado em uma cadeira (devido à sua perna ferida da batalha). Ele fez três pedidos: ele pediu para os seus bens pessoais para serem enviados para a sua família, a ser fuzilado em seu coração e não na cabeça, e ser dado um enterro de cristão. Os soldados roubaram seus pertences, atiraram na cabeça, e queimado o corpo de Fannin, juntamente com os outros texanos que morreram naquele dia.
As forças texanas foi inteiramente morta com exceção de vinte e oito homens que fingiram a morte e escaparam. Entre estes estava Herman Ehrenberg, que mais tarde escreveu um relato do massacre.[carece de fontes?]
Felizmente, devido à intervenção do "Anjo de Goliad" (Francita Alavez) e o esforço corajoso do coronel Francisco Garay, mais vinte homens foram detidos e poupados como médicos, intérpretes, ou trabalhadores.
Também foram poupados os 75 soldados de William Parsons Miller e o Batalhão Nashville, que se tinham se rendido, enquanto ainda estavam desarmados. Eles mais tarde marcharam até Matamoros.
Homens poupados foram dados braçadeiras brancas, e quando usá-las podia andar livremente. Eles foram aconselhados a não tirar a faixa de braço, desde que as tropas mexicanas estavam caçando para aqueles poucos que tinham escapado de Coleto, Victoria, e do próprio massacre.[carece de fontes?]

## Consequência
Após as execuções, os corpos dos texanos foram empilhados e queimados. Seus restos carbonizados foram deixados a céu aberto, insepulto, e expostos a abutres e coiotes. Quase um mês depois, a notícia chegou La Bahía (Goliad) que o general Antonio López de Santa Anna havia sido derrotado e se rendeu. Os soldados mexicanos em La Bahía voltaram para as piras funerárias e recolheram os restos visíveis dos texanos e re-queimaram qualquer evidência dos corpos.
O grande número de vítimas texanos prisioneiros de guerra durante a campanha de Goliad levou a Goliad ser chamado de "Massacre" por forças Texas-americanos e alimentou o frenesi da Runaway Scrape.
O local do massacre está agora coberto por um grande monumento com os nomes das vítimas.

## Citações
- Castaneda, H.W. (1970), The Mexican Side of the Texas Revolution, Texas: Graphic Ideas, ASIN B003M0PG1S
- Hardin, Stephen L. (1994), Texian Iliad – A Military History of the Texas Revolution, ISBN 0-292-73086-1, Austin, TX: University of Texas Press, OCLC 29704011